# Liddesdale

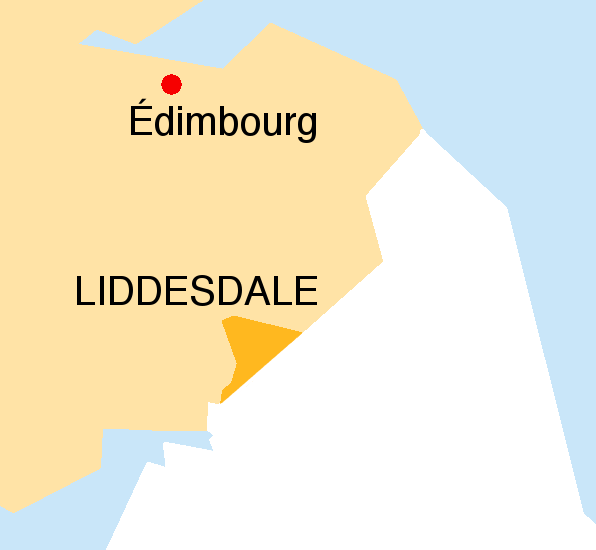
Localisation.

Le Liddesdale est la vallée de la rivière Liddel, dans le Roxburghshire, au sud de l'Écosse. Elle s'étend des environs de Peel Fell jusqu'à la River Esk dans la direction sud-ouest sur une distance de 21 milles (33,796224 km). La ligne Waverley du North British Railway passe le long de la vallée, et le Catrail, ou digue des Pictes, traverse sa tête.
Le Liddesdale est également un ancien district de l'Écosse, bordé à l'est par le Teviotdale, à l'ouest par l'Annandale, au nord par le Tweeddale et au sud par le comté anglais de Cumberland. Cet espace a appartenu au Sheriffdom de Roxburgh avant de faire partie du County of Roxburgh, l'un des comtés d'Écosse lors de la grande réorganisation administrative instituée par le Local Government (Scotland) Act de  1889, loi qui a établi un système uniforme de conseils de comté et de conseils de villes en Écosse et restructuré nombre de comtés écossais.
À une époque, les positions stratégiques de la rivière et de ses affluents ont été occupés par les « tours des flibustiers de Peel », mais nombre d'entre elles ont disparu, les autres étant en ruines. La tour Larriston appartenait au clan Elliot, la tour Mangerton au clan Armstrong, la tour Park, à Little Jock Elliot, un hors-la-loi tué par le comte de Bothwell lors d'un combat en 1566. La tour Gilnockie, qui appartenait au bandit Johnnie Armstrong, est en bon état de conservation ; elle est sur la route A7,, à environ six kilomètres et demi de Langholm.

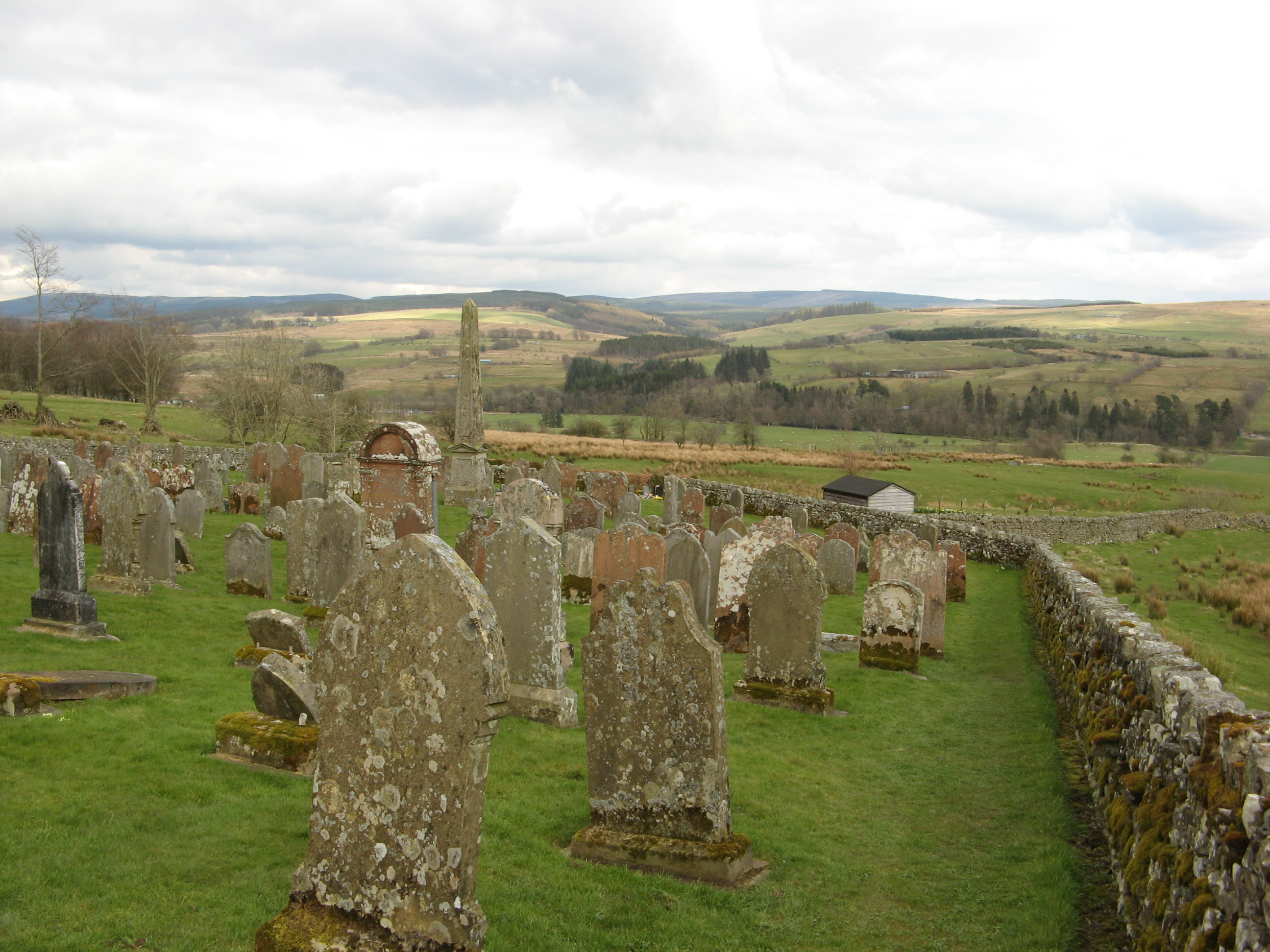
Cimetière d'Ettleton, près de Newcastleton.

Le lieu emblématique de la vallée est le château de l'Hermitage, une forteresse massive en forme de H, l'un des plus anciens châteaux d'Écosse encore debout. Il se dresse sur une colline surplombant la rivière Hermitage, un affluent de la Liddel. Il a été construit en 1244 par Nicholas de Soulis et pris par les Anglais sous le règne de David II. Il a été repris par Sir William Douglas, qui en a été récompensé par le roi. En 1492, Archibald Douglas, 5e comte d'Angus, l'a échangé contre le château de Bothwell, sur la Clyde avec Patrick Hepburn, 1er comte de Bothwell. Il est finalement passé au duc de Buccleuch, qui l'a fait remettre en état. C'est là que Sir Alexander Ramsay de Dalhousie est mort de faim, entre les mains de Sir William Douglas, en 1342, et que la reine Marie a visité James Hepburn, 4e comte de Bothwell, blessé après son combat contre Little Jock Elliot.
À l'est du château se trouve Ninestane Rig, une colline haute de 943 pi (287,4264 m), longue de 4 milles (6,437376 km) et large de 1,6 milles (2,5749504 km).
James Telfer (1802-1862), l'auteur de ballades, qui a vu le jour à Southdean, a occupé pendant plusieurs années les fonctions de maître d'école de Saughtree, près de la tête de la vallée. Le château des lairds de Liddesdale est situé près de la jonction entre la rivière Hermitage et la Liddel. C'est dans ses alentours que s'est développé le village de Newcastleton.